# Sirop de palmier

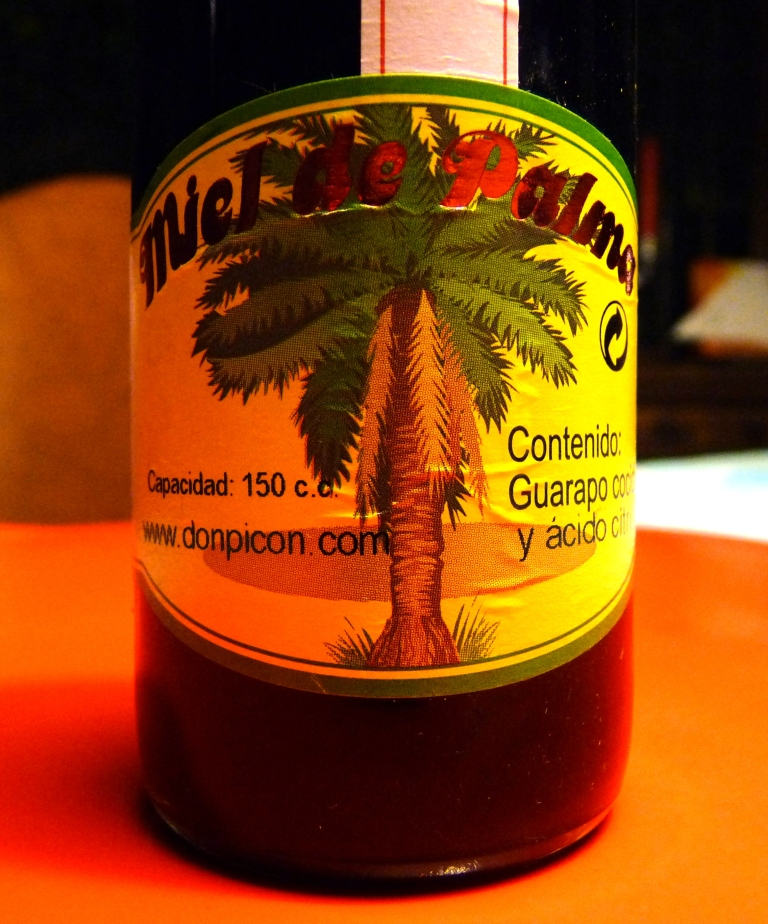
Miel de Palma.

Le sirop de palmier, sirop de palme ou miel de palme (en espagnol Miel de Palma), est un  sirop édulcorant obtenu à partir de la sève de différentes espèces de palmiers. Ce sirop est produit dans les Îles Canaries, en Amérique du Sud et en Asie du Sud-Est. Son appellation de miel provient de l’aspect et du goût de ce sirop qui évoquent un miel d’abeille semi-liquide.

## Production
En Espagne le sirop de palmier est produit à partir des palmiers Phoenix canariensis de l'ile de la Gomera (Îles Canaries). Au Chili, le sirop est produit à partir du palmier Jubaea chilensis (cocotier du Chili). Le procédé d'obtention et de concentration de la sève est similaire au procédé utilisé pour produire le sirop d'érable. La sève, appelée guarapo, est collectée dans des récipients à partir d'incisions pratiquées sur le tronc durant la nuit pour éviter son altération par la chaleur et le soleil. La sève recueillie est récoltée le matin. À cause de sa consistance et sa couleur il est appelé miel de palme. Le miel de palme contient majoritairement du saccharose (57 %) et en minorité du fructose (1 %) et du glucose (1 %).
En Asie, le sirop est produit à partir des Palmiers de Palmyre (Borassus flabellifer L.) et est de couleur pale. Au Bengale, le palmier Phoenix sylvestris (dattier indien) est aussi exploité dans la production de sirop. Dans le Pacifique sud, le sirop est produit à partir du cocotier (Cocos nucifera). Les spadices (inflorescences) mâles ou femelles nouvellement formées sont attachées, puis  incisées pour en faire tomber la partie supérieure de laquelle la sève s'écoule. La sève, appelée toddy en Inde et dans les iles Océaniennes, est récoltée deux fois par jour et les inflorescences sont retaillées légèrement à cette occasion. Le toddy, qui contient environ 15 % de sucre, est chauffé et réduit en sirop (sirop de palme) ou en sucre brut aussi appelé jaggery.